# Caylusea

Caylusea es un pequeño género de plantas herbáceas pertenecientes a la familia Resedaceae. Se encuentra en África y la India.  Caylusia abyssinica es una especie comestible. 

## Especies
- Caylusea abyssinica Fisch. & C.A.Mey.
- Caylusea hexagyna (Forssk.) M.L.Green
- Caylusea jaberi Abedin
- Caylusea latifolia P.Taylor